# Stielhandgranate 24
Die Stielhandgranate 24 war zum Beginn des Zweiten Weltkrieges die einzige Handgranate der Wehrmacht.

## Aufbau
Die 480 Gramm schwere Stielhandgranate bestand aus einem hohlen hölzernen Stiel mit Abreißschnur, Brennzünder sowie dem 75 mm hohen Topf mit 60 mm Durchmesser. Der aus dünnwandigem Stahlblech bestehende Topf enthielt 165 g Füllpulver 02. Die gesamte Stielhandgranate war 35,6 Zentimeter lang. Vor Einsatz wurde der Handgranatentopf vom Stiel abgeschraubt und durch das Einsetzen der Sprengkapsel die Handgranate gebrauchsfähig gemacht. In diesem Zustand detonierte die Handgranate etwa 4,5  Sekunden nach dem Abziehen der Abreißschnur.

## Varianten und Weiterentwicklungen
Die Nebelhandgranate 39 ist eine optisch sehr ähnliche Nebelgranate mit 0,42 kg Zinkpulver und Hexachlorethan.
Im Mai 1943 publizierte das United States War Department ein Dokument zu Waffen der Wehrmacht mit einem neuen angeblichen Modell, der Stielhandgranate 39. Dieses angebliche Modell wurde von manchen Autoren aufgegriffen und wiederholt, aber die Wehrmacht nutzte diese Bezeichnung nie.
Eine Weiterentwicklung war die Stielhandgranate 43. Im Zweiten Weltkrieg wurden ungefähr 75 Millionen Stielhandgranaten hergestellt. Im Ersten Weltkrieg wurden 300 Millionen ausgeliefert.

## Modifikationen
Als offensive Handgranate war die Stielhandgranate allein auf Druckwirkung ausgelegt. Ab 1941 konnte nach sowjetischem Muster um den Topf ein vorgekerbter Mantel aus Gusseisen, ein sogenannter Splitterring, gesetzt werden. Dadurch erhöhte sich der Wirkungskreis auf 35 Meter.
Die Stielhandgranate konnte neben dem Einzelwurf auch als geballte Ladung oder als gestreckte Ladung verwendet werden. So wurden sie im Bunkerkampf oder zum Sprengen von Drahthindernissen eingesetzt.
Bei der geballten Ladung wurden sechs Handgranatentöpfe um eine in der Mitte befindliche Stielhandgranate gebunden. Beim Zünden dieser Handgranate wurde das Bündel zur Detonation gebracht.
Zur Herstellung einer gestreckten Ladung wurden Handgranatentöpfe in Abständen von 15 Zentimeter auf einem Brett oder starkem Ast befestigt. Am Ende wurde eine Stielhandgranate mit längerer Abreißschnur befestigt.
Geballte Ladungen wurden bereits im Ersten Weltkrieg zur Abwehr von Panzern verwendet. Ziel waren dabei meist die Motorabdeckung oder eventuell offene Dachluken.

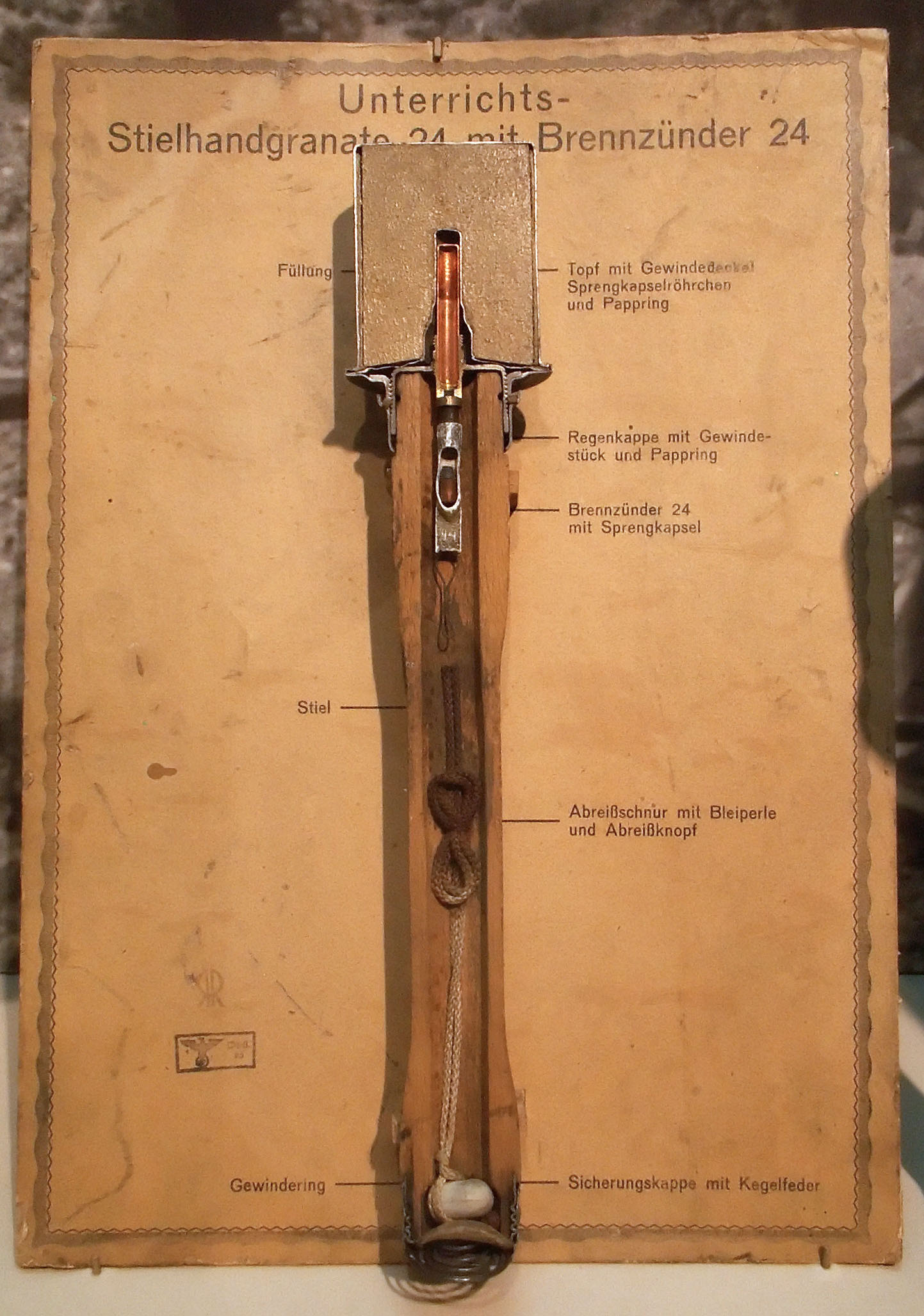
Querschnitt einer Stielhandgranate 24
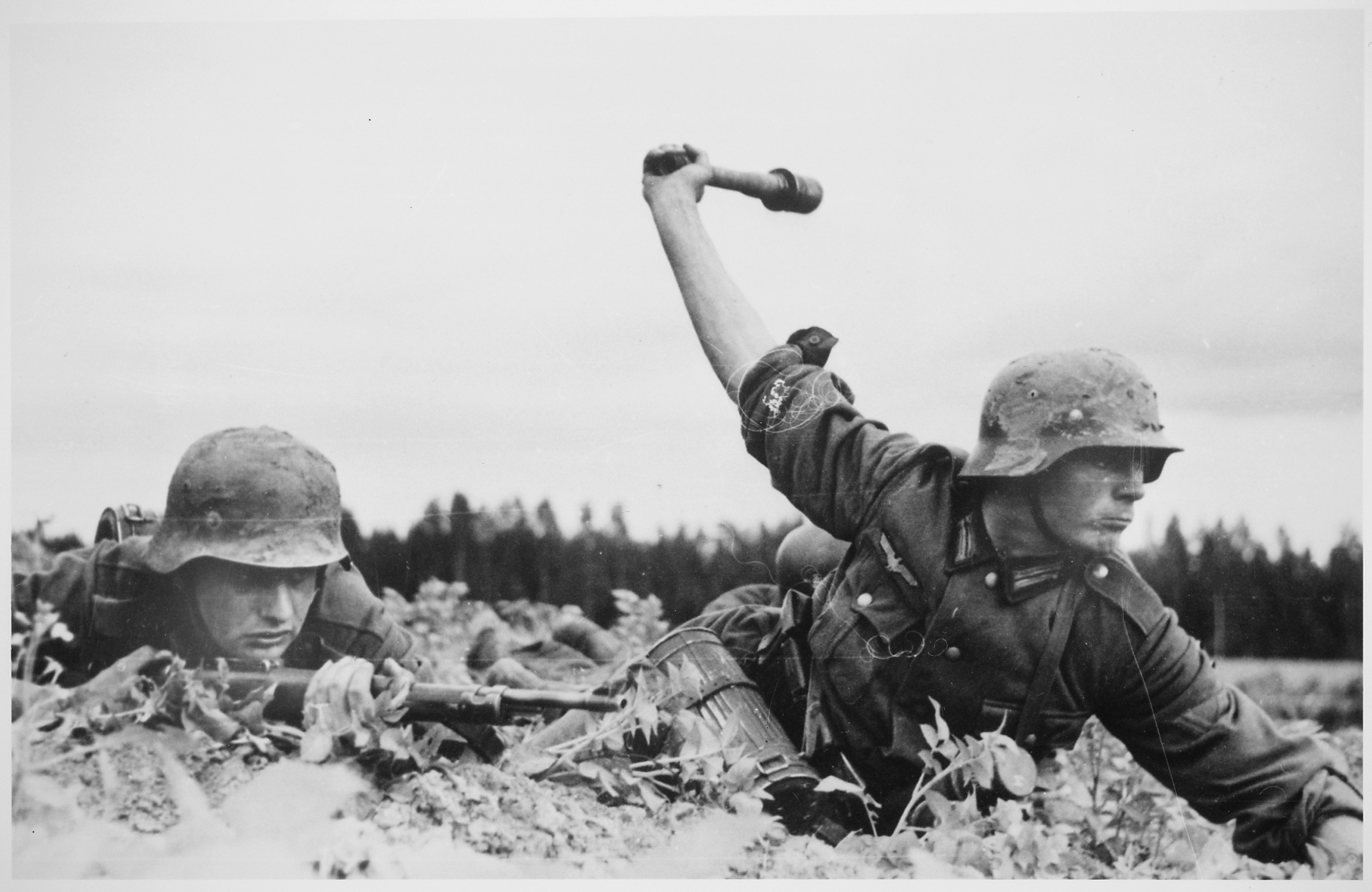
Deutscher Soldat beim Schleudern einer Stielhandgranate 24 während des Deutsch-Sowjetischen Kriegs